# Crystal Palace FC
Crystal Palace FC är en engelsk fotbollsklubb i London, grundad 1905. Klubbens smeknamn är The Eagles ("Örnarna"). Crystal Palace spelar sedan 2013 i den engelska högstadivisionen Premier League. Klubben har sin traditionella hemmabas i stadsdelen South Norwood i sydöstra London.

## Historia

Klubbens ligaplaceringar från och med 1905. Märk att tiden före första världskriget avser Southern Football League.

Crystal Palace grundades 1905 vid utställningsområdet Crystal Palace. FA-cupfinalen spelades där varje år och ägarna till arenan ville ha en egen klubb där. Crystal Palace gick med i Southern Football Leagues andra division. I första matchen den 2 september 1905 blev det förlust med 3-4 mot Southamptons reservlag, men "The Glaziers", som klubben då kallades, gick obesegrad genom resten av säsongen 1905/1906 och vann serien. 1907 noterade Crystal Palace en av sina mest berömda segrar när Newcastle United, som senare vann ligan den säsongen och inte hade förlorat någon hemmamatch sedan 1905, besegrades i FA-cupen med 1-0 på bortaplan.
Crystal Palace spelade i Southern Football League fram till 1920, då klubben blev invald i The Football League. Klubben började spela i den nystartade Division Tre, som laget vann redan första säsongen. 1924 flyttade klubben till sin nuvarande hemmaarena Selhurst Park. Fram till andra världskriget spelade man för det mesta i Division Tre Södra.
Klubben höll till i de lägre divisionerna fram till 1969, då laget under tränaren Malcolm Allison avancerade till Division Ett – för att sedermera bli degraderat till Division Två igen 1973. Året efter åkte Palace ned i Division Tre, men den nya tränaren Terry Venables lyckades föra upp laget i Division Ett 1979. 1981 köpte Ron Noades klubben som samma år blev degraderad igen, och en rad tränarbyten under ett antal år därefter gav inga resultat – utan först 1989 lyckades klubben avancera till högsta divisionen under den 29-årige före detta Manchester United-spelaren Steve Coppell som tränare. Återkomsten till Division Ett slutade med 15:e plats säsongen 1989/90. I FA-cupen tog sig laget till final mot Manchester United, som förlorades efter omspel (3–3 i första mötet). Säsongen 1990/91 slutade Palace på tredje plats i ligan och kvalificerade sig därmed för Uefacupen – klubbens högsta placering någonsin. De följande två säsongerna tappade laget flera viktiga spelare, och 1993 åkte klubben ur FA Premier League.
Efter nedflyttningen lämnade Coppell över tränarjobbet till sin assistent Alan Smith, som förde klubben tillbaka till Premier League. Säsongen 1994/95 nådde Palace semifinal i både FA-cupen och Ligacupen, men lyckades inte bli kvar i Premier League. Smith fick sparken och Steve Coppell kom tillbaka. Nedflyttningen gjorde att klubben tvingades sälja flera spelare; såsom Gareth Southgate, John Salako och Chris Armstrong.
I februari 1996 tog Dave Bassett över som tränare i Palace efter att Steve Coppell fått andra uppgifter i klubben. Laget klättrade från 16:e till tredje plats, men i kvalfinalen till Premier League förlorade laget mot Leicester City med 2–1. I mars 1997 flyttade Bassett till Nottingham Forest och Coppell tog över igen. Han lyckades föra laget till seger i kvalfinalen mot Sheffield United och ta steget upp i Premier League. Palace åkte dock ner i Division Ett redan efter en säsong.
I mars 1998 sålde Ron Noades klubben till Mark Goldberg, som hade förhoppningar om att göra klubben till ett storlag i Europa. Terry Venables fick jobbet som tränare, men när Goldberg senare drog tillbaka sitt finansiella stöd till klubben sade Venables upp sig. Steve Coppell tog återigen över som tränare, och han förde laget till en mittenplacering säsongen 1998/99. Även följande säsong hamnade Palace i mitten, trots att klubben tvingats sälja flera spelare på grund av den ekonomiska krisen. I juli 2000 köpte Simon Jordan Crystal Palace, som vid det här laget stod på randen till konkurs. Han ersatte Coppell med den tidigare tränaren Alan Smith. Trots att laget gick till semifinal i Ligacupen var ligaspelet mindre framgångsrikt, och Smith fick sparken i april 2001. Steve Kember tog tillfälligt över, och lyckades mot alla odds hålla kvar klubben i Division Ett.
Säsongen 2001/02 slutade Palace i mitten av tabellen, detta trots att nya tränaren Steve Bruce avgått redan efter fyra månader. Vidare följde flera framgångslösa tränarbyten innan Iain Dowie kom till klubben 2003/2004 – som förde laget till seger över West Ham i kvalet till Premier League. Säsongen 2004/05 kom laget på 18:e plats i Premier League och åkte ned i The Championship. Först 2013 kunde Crystal Palace åter avancera till Premier League, efter att ha slagit Watford med 1–0 i playoff-finalen på Wembley.
Säsongen 2024/25 vann Crystal Palace FA-cupen när man besegrade Manchester City på Wembley Stadium. Detta efter att ha startat säsongen svagt. Men med en ny tränare i Oliver Glasner, som tidigare skördat framgångar med bl a Eintracht Frankfurt, blev det ordning på spelet. Med spelare som Sarr, Eze, Mateta och målvakten Dean Henderson gick The Eagles bra både i Premier League och FA-cupen. På sin väg mot finalen slog Crystal Palace ut både Fulham och Aston Villa. FA-cuptiteln var Crystal Palace första stora titel.
Säsongen 2025/26 startade med ny titel. I Community Shield mot Premier League-segrarna Liverpool på Wembley Stadium. Matchen slutade 2-2 efter full tid och Crystal Palace drog det längsta strået i straffläggningen, och säkrade därmed sin andra titel. 

## Meriter
- FA-cupen: 2025
- FA-Community Shield: 2025
- Seger i division ett 1994
- Seger i division två 1979
- Seger i division tre södra 1921
- Seger i Zenith Data Systems Cup 1991

## Truppen
Enligt klubbens officiella webbplats :
Senast uppdaterad 29 juni 2025.
| 1  | England   | Dean Henderson | 12 mars 1997     | Manchester United (-23) |
| 31 | England   | Remi Matthews  | 10 februari 1994 | Sunderland (-21)        |
| 41 | England   | Joe Whitworth  | 29 februari 2004 | Crystal Palace FC       |
| -  | Argentina | Walter Benítez | 19 januari 1993  | PSV (-25)               |

| 3  | England   | Tyrick Mitchell | 1 september 1999  | Brentford (-16)      |
| 4  | England   | Rob Holding     | 20 september 1995 | Arsenal (-23)        |
| 5  | Frankrike | Maxence Lacroix | 6 april 2000      | Wolfsburg (-24)      |
| 6  | England   | Marc Guehi      | 13 juli 2000      | Chelsea (-21)        |
| 12 | Colombia  | Daniel Muñoz    | 26 maj 1996       | Genk (-24)           |
| 17 | England   | Nathaniel Clyne | 5 april 1991      | Liverpool (-20)      |
| 26 | USA       | Chris Richards  | 28 mars 2000      | Bayern München (-22) |
| 34 | Marocko   | Chadi Riad      | 17 juni 2003      | Real Betis (-24)     |
| 58 | England   | Caleb Kporha    | 15 juli 2006      | Crystal Palace FC    |

| 7  | Senegal    | Ismaïla Sarr      | 25 februari 1998 | Marseille (-24)           |
| 8  | Colombia   | Jefferson Lerma   | 25 oktober 1994  | Bournemouth (-23)         |
| 10 | England    | Eberechi Eze      | 29 juni 1998     | Queens Park Rangers (-20) |
| 18 | Japan      | Daichi Kamada     | 5 augusti 1996   | Lazio (-24)               |
| 19 | England    | Will Hughes       | 17 april 1995    | Watford (-21)             |
| 20 | England    | Adam Wharton      | 6 februari 2004  | Blackburn Rovers (-24)    |
| 21 | England    | Romain Esse       | 13 maj 2005      | Millwall (-25)            |
| 23 | England    | Malcolm Ebiowei   | 4 september 2003 | Derby County (-22)        |
| 28 | Mali       | Cheick Doucouré   | 8 januari 2000   | Lens (-22)                |
| 29 | Frankrike  | Naouirou Ahamada  | 29 mars 2002     | Stuttgart (-23)           |
| 42 | England    | Kaden Rodney      | 7 oktober 2004   | Crystal Palace FC         |
| 49 | England    | Jesurun Rak-Sakyi | 5 oktober 2002   | Chelsea (-19)             |
| 52 | England    | David Ozoh        | 6 maj 2005       | Crystal Palace FC         |
| 55 | Nordirland | Justin Devenny    | 11 oktober 2003  | Airdrieonians (-23)       |

| 9  | England   | Eddie Nketiah        | 30 maj 1999     | Arsenal (-24)   |
| 11 | Brasilien | Matheus França       | 1 april 2004    | Flamengo (-23)  |
| 14 | Frankrike | Jean-Philippe Mateta | 28 juni 1997    | Mainz (-21)     |
| 22 | Frankrike | Odsonne Edouard      | 16 januari 1998 | Celtic (-21)    |
| 46 | Irland    | Franco Umeh          | 26 januari 2005 | Cork City (-24) |
| 63 | England   | Zach Marsh           | 6 oktober 2005  | Watford (-22)   |

### Utlånade spelare
| Nr | Land | Pos | Namn |
| -- | ---- | --- | ---- |

| Nr | Land | Pos | Namn |
| -- | ---- | --- | ---- |

## Svenska spelare
| Namn             | Årtal     | Matcher | Mål |
| ---------------- | --------- | ------- | --- |
| Tomas Brolin     | 1998      | 13      | 0   |
| Mathias Svensson | 1998-2000 | 32      | 10  |
| Erdal Rakip      | 2018      | 0       | 0   |

Notera att endast ligamatcher är medräknade.